# منتجات مصبوبة نصف مصنعة

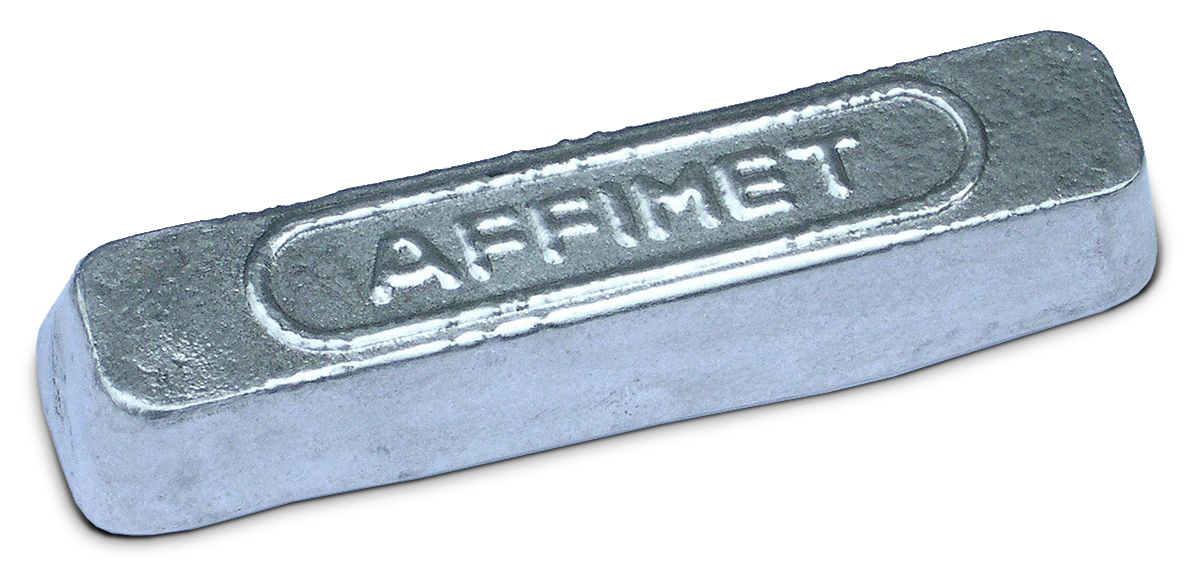

منتجات الصب شبه النهائية أو النَّوْرَة هي قوالب متوسطة الحجم تنتج في مطحنة فولاذية تحتاج إلى مزيد من المعالجة قبل أن تكون سلعة منتهية. هناك أربعة أنواع: سبائك، تزهر، وألواح.

## قالب لصب المعادن
سبائك هي قوالب كبيرة مصممة للتخزين والنقل. يشبه الشكل عادة مستطيلاً أو مربعًا يحتوي على شرائح كبيرة. وهي مدببة، وعادة ما تكون ذات نهاية كبيرة.